# Drôle de genre
Ne doit pas être confondu avec la pièce de théâtre, Drôle de genre créée en 2022.
Pour plus de détails, voir Fiche technique et Distribution.
Drôle de genre est un téléfilm français réalisé par Jean-Michel Carré et diffusé en 2003. Œuvre commandée par la chaîne Arte, il fait partie de la collection « Masculin/Féminin » regroupant les films de dix réalisateurs.

## Synopsis
Ce film est basé sur l'inversion des sexes : ce sont les femmes qui occupent les postes importants dans la vie professionnelle ou politique ou les métiers réputés virils (fliquettes, pompières, etc.), et se procurent parfois un plaisir sexuel avec des prostitués mâles. Les hommes, eux, restent à la maison pour s'occuper des enfants, et s'ils trouvent un travail celui-ci est mal payé, car ils doivent s'absenter quand les enfants sont malades.
Dominique est chef d'une importante entreprise et maire de sa ville. Camille est professeur dans un lycée et s'occupe des enfants. À la suite de problèmes professionnels liés à la garde de leurs enfants et pour être mieux considérés par la société, les hommes occupent une crèche et réclament l'égalité des sexes. Camille devient leur leader et prend la tête d'une liste pour les élections municipales. Le conflit s'apaise, la liste des papas fusionne au second tour et Camille accepte d'être maire adjoint à la petite enfance, sa femme Dominique étant réélue maire.

## Fiche technique
- Titre : Drôle de genre
- Réalisation : Jean-Michel Carré
- Scénario : Patricia Agostini et Jean-Michel Carré
- Photographie : Jean-Michel Carré
- Son : Gaëlle Martin Cocher
- Montage : Anne Bettenfeld
- Décors :
- Costumes : Camille Ballouhey
- Producteurs : Jean-Michel Carré et Jean-Pierre Guérin
- Sociétés de production : Arte France Cinéma, GMT Productions, Les Films Grain de Sable avec le soutien du CNC
- Pays d'origine : France
- Genre : drame
- Format : 35 mm – 1,33:1 – Stéréo
- Durée : 90 minutes
- Date de diffusion : 11 avril 2003 sur Arte

## Distribution
- Agnès Soral : Dominique Bazin
- Hippolyte Girardot : Camille Bazin
- Isabelle Pasco : Axelle Bazin
- Yannick Soulier : Maxime Chauffour
- Cécile Magnet : Morgane Deleuze
- Nils Tavernier : Stéphane Weil
- Dani : Lou Wand
- Pascal Bongard : Pascal Hamilton
- Leslie Rain : Gaby Hamilton
- France Zobda : Sibye Carrère
- Manuel Gélin : Claude Dubosc
- Farida Rahouadj : Arielle Trissi
- Hélène Mannes : Anne Matton
- Jean-Pierre Moulin : Paul-Marie Matton
- Anne-Marie Philipe : Claude Galmiche